# (3838) Epona
(3838) Epona (1986 WA) – planetoida z grupy Apollo okrążająca Słońce w ciągu 1,85 lat w średniej odległości 1,5 j.a. Odkrył ją Alain Maury 27 listopada 1986 roku.